# Lindera erythrocarpa
Espèce
Classification phylogénétique
Lindera erythrocarpa est une espèce de plantes à fleurs de la famille des Lauracées. C'est un arbuste originaire d'Asie (Chine, Corée, Japon, Taïwan).
Nom chinois : 红果山胡椒 - Nom Coréen : 비목나무 - Nom japonais : カナクギノキ

## Synonymes
- Benzoin erythrocarpum (Makino) Rehder
- Lindera erythrocarpa var. longipes S.B.Liang
- Lindera funiushanensis C.S.Zhu
- Lindera henanensis H.P.Tsui

## Description

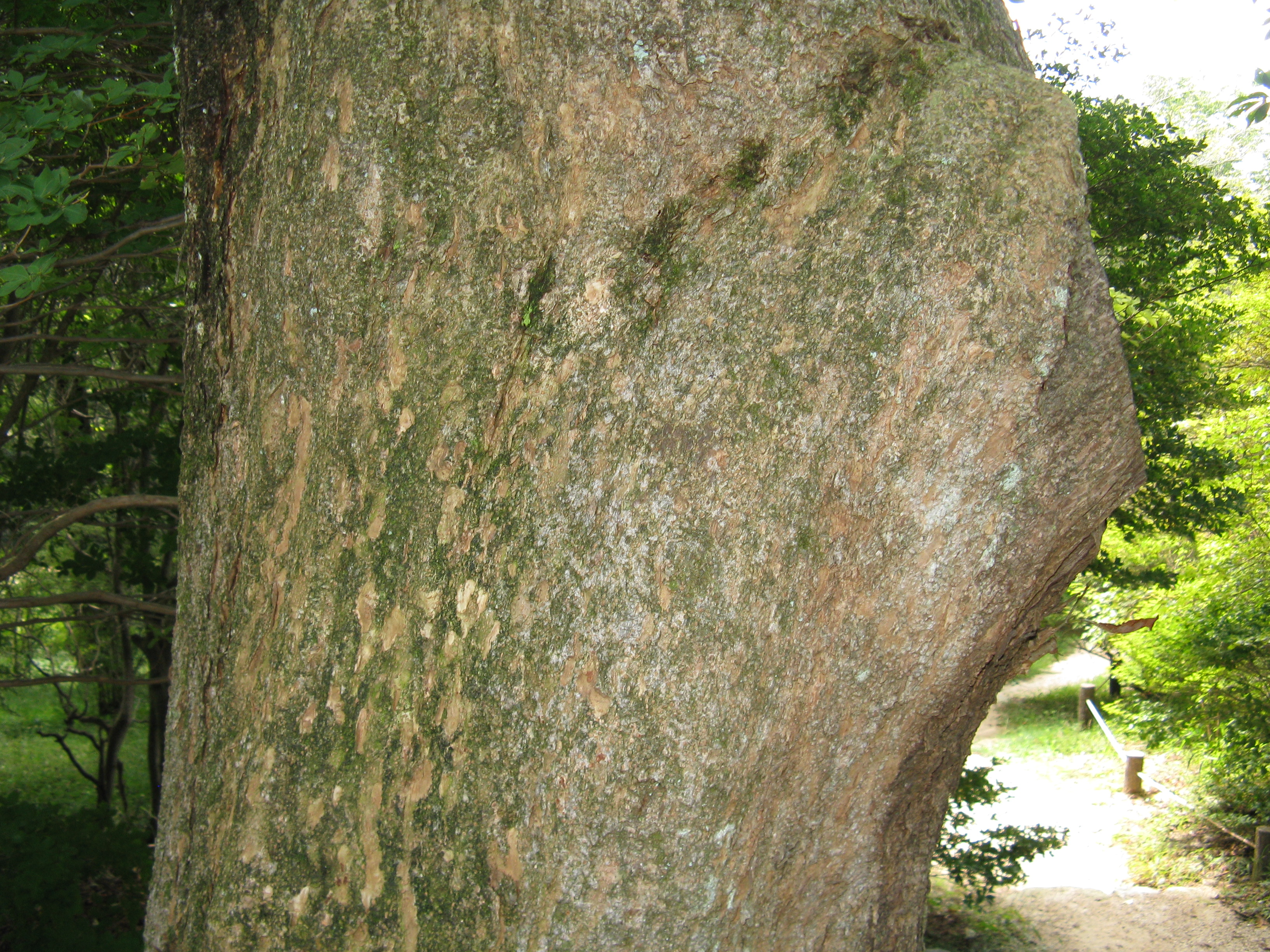
Tronc.

C'est un arbuste pouvant atteindre 5 m de haut au feuillage caduc. Son port est érigé.
Son écorce est gris-brun, mais les jeunes branches peuvent être gris-clair ou jaune-gris.
Les feuilles sont alternes, lancéolées de 5 cm sur 15 environ. Vert-clair, elles se colorent de jaune d'or à l'automne.
Comme la plupart des espèces du genre, les fleurs, vert-jaune, avec 6 tépales, sont unisexuées. Les fleurs mâles comptent 9 étamines.
Les fruits, des drupes d'environ d'environ 8 mm de diamètre, sont rouges à maturité.

## Distribution
Cette espèce est originaire d'Asie de l'Est, de Chine - Anhui, Fujian, Guangdong, Guangxi, Henan, Hubei, Hunan, Jiangsu, Jiangxi, Shaanxi, Shandong, Sichuan, Taïwan -, de Corée et du Japon. Elle est présente dans les ripisylves et forêts des collines et vallées d'altitude inférieure à 1000 m.